# Oreoweisia brasiliensis
Oreoweisia brasiliensis är en bladmossart som beskrevs av Georg Ernst Ludwig Hampe 1875. Oreoweisia brasiliensis ingår i släktet alpmossor, och familjen Dicranaceae. Inga underarter finns listade i Catalogue of Life.